# EXQI Plus
EXQI Plus was een zender die van 22 februari 2010 tot 30 juni 2010 zowel analoog als digitaal uitzond in Vlaanderen.
Het was de hoofdzender van Alfacam, de mediagroep uit Lint. Het maakte deel uit van het crossmediale EXQI-platform, dat onder meer ook themazenders, websites en een radiozender omvat.
EXQI Plus wilde een generalistische familiezender zijn en functioneren als een trechterkanaal voor andere EXQI-themazenders, zoals EXQI Sport en EXQI Culture. Die twee zenders zijn enkel digitaal te bekijken.
Alfacam bood de tv-signalen van EXQI Plus, EXQI Culture en EXQI Sport aan in high-definition aan de tv-verdelers, maar bijna niemand bood de zenders ook in die beeldkwaliteit aan.

## Bereik
EXQI Plus was analoog te zien op de kabel en was digitaal te bekijken via de basispakketten van Telenet Digital TV en Belgacom TV.

## Ontvangst
EXQI Plus werd al voor de start scherp bekritiseerd vanwege het voortdurend uitstellen van de lancering en het omgooien van de plannen.
De ceo van Alfacam, Gabriel Fehervari, kondigde de zender aan als een grote concurrent voor één en VTM. EXQI Plus zou onder meer zelfgemaakte fictie programmeren en eigen nieuwsprogramma's maken. Na de start bleek het uitzendschema echter weinig programma's te bevatten en bleek het weinig competitief te zijn. Ook was een van de eerste voetbaluitzendingen op EXQI Plus, een match die 4 maanden eerder gespeeld werd.
De zender werd dan ook maar lauw ontvangen in Vlaanderen. Slechts 20.000 mensen volgden de startuitzending op 22 februari, die in de pers werd omschreven als erg sober. Begin maart keken dagelijks gemiddeld 38.451 mensen naar EXQI Plus. Vooral de avonden met voetbalmatchen bleken dat cijfer op te trekken. Daarom werd in april besloten om tijdens weekdagen vooral de nadruk te leggen op sportprogramma's en in het weekend entertainment- en zelfgemaakte programma's uit te zenden.
Op 1 juli 2010 borg Fehervari zijn ambitieuze plannen op en doopte de zender om tot EXQI Sport+, een kopie van EXQI Sport.
Sinds september 2010 werden alle EXQI televisiekanalen gereduceerd tot één zender namelijk EXQI Sport-Culture, van maandag tot donderdag EXQI Culture en van vrijdag tot zondag EXQI Sport; deze zender had het voormalige zendernummer van EXQI Plus/Sport+ maar was niet meer analoog beschikbaar. Er was echter nog altijd een HD-versie die door zowel Telenet als Belgacom aangeboden wordt. Op 24 oktober 2012 verdween de naam EXQI volledig, en kwamen Sport10 en Culture7 in de plaats, in een coproductie van Gabriel Fehervari met het productiehuis Arendsoog.
Geschiedenis van de Vlaamse televisie